# Mocenigo
La família Mocenigo era una família veneciana d'origen llombard dàlmata. Molts dels seus membres eren duxs, estadistes i soldats. Entre els mocenigos destacables destacar:
- Tomàs Mocenigo (1343-1423), dux 1414-1423
- Pietro Mocenigo, dux del 1474 al 1476
- Giovanni Mocenigo, dux del 1478 al 1485
- Giovanni Zuane Mocenigo, (va viure a principis del segle xvi) va acusar Giordano Bruno de blasfèmia i heretgia.
- Luigi Mocenigo (Alvise I Mocenigo), dux del 1570 al 1577
- Andrea Mocenigo (va viure els segles XV-XVI), senadora de la república i historiadora
- Luigi Mocenigo (Alvise II Mocenigo), dux del 1700 al 1709
- Sebastiano Mocenigo, dux de 1722 a 1732.
- Consulteu Giovanni Mocenigo, dux de 1763 a 1778
- Giovanni Mocenigo, ambaixador del papa Climent XII al segle xviii

## Història

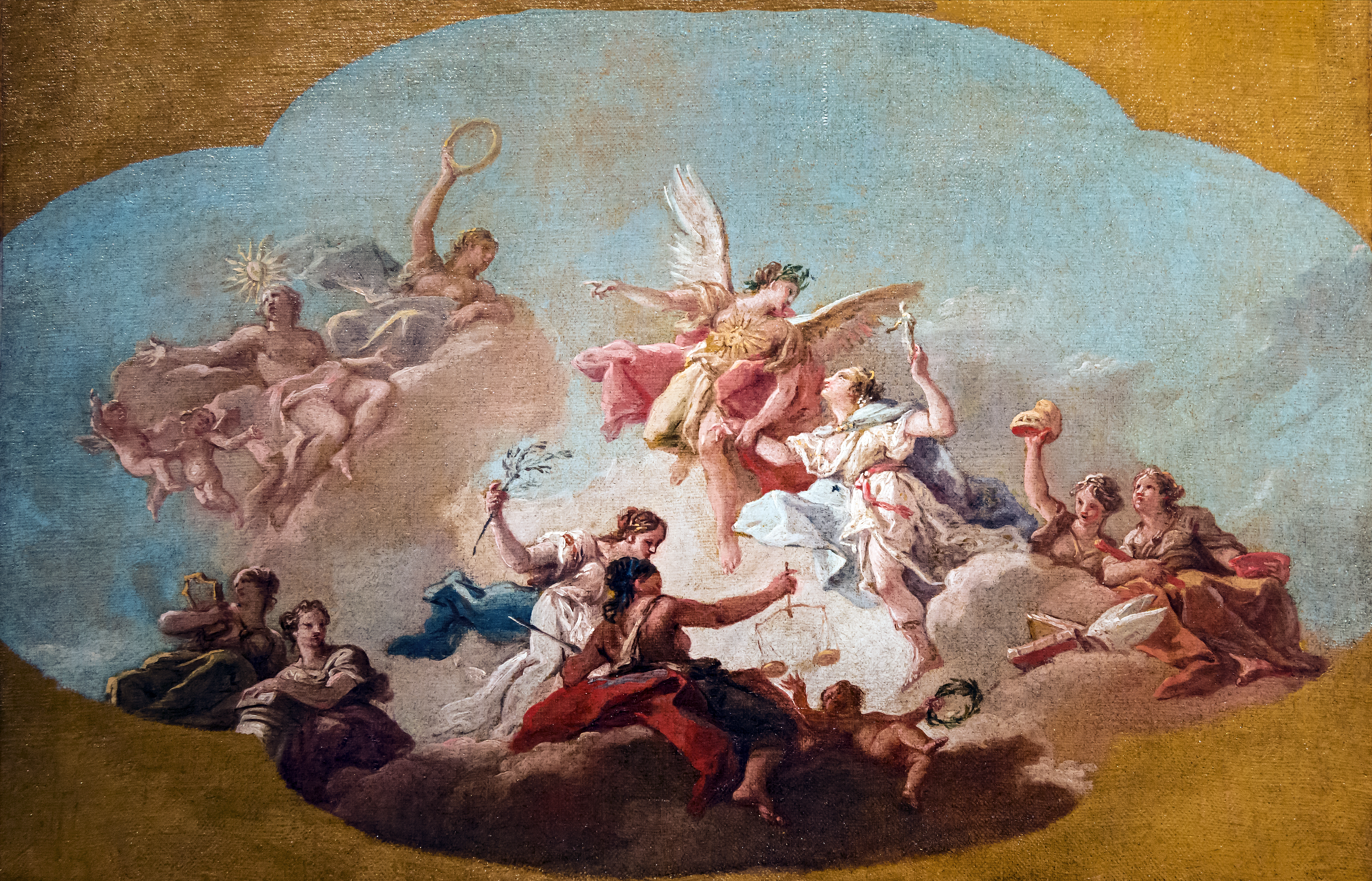
Al·legoria de les virtuts de les Mocenigo 1782 Jacopo Guarana

La tradició vol que la família Mocenigo sigui originària de Milà, pàtria del fundador de la família, Benedetto, que es va traslladar al Vèneto, on va edificar el castell de Musestre, a prop del Riu Sile. Es va instal·lar a Venècia, va ser admès com patrici i anomenat comandant de la defensa d'Ístria.
El fet és que els Mocenigo eren inicialment anomenats Marzolino o Moyosolino i la dicció moderna va quedar fixada l'any 1122. Van quedar-se al Gran Consell fins i tot després del “tancament ” del Maggior Consiglio (Serrata) de 1297.
Hi havia dues principals branques de la família, les Mocenigo Casa Vecchia i les Mocenigo Casa Nuova. Aquestes denominacions tenen com a origen la subdivisió de la propietat dels edificis familiars: la branca gran Casa Vecchia va adquirir el més antic dels palaus Mocenigo al Gran Canal (Palazzo Mocenigo Casa Vecchia a San Samuele).
La branca Casa Vecchia que viu a San Samuele, descendia de Pietro Mocenigo, un soldat que es distingí a finals del segle xiii, l'altra branca, provinent de Nicolò, germà del Dux Aia va viure en aquest palau fins als anys 70 quan, després de la mort de Constance Faà di Bruno, esposa d'Alvise Nicolò Mocenigo (darrer descendent directe de la branca de San Stae sense descendència), va se donat, segons la seva voluntat, al comú de Venècia, que ara acull una galeria d'art i les oficines del Centro Studi di Storia del Tessuto e del Costume (centre d'història del tèxtil i de vestit).